# Paralacydes malayensis
Paralacydes malayensis är en fjärilsart som beskrevs av George Francis Hampson 1901. Paralacydes malayensis ingår i släktet Paralacydes och familjen björnspinnare. Inga underarter finns listade i Catalogue of Life.